# Lønnerup Fjord
Lønnerup Fjord er en lille ca. 140 ha fjordarm, der skærer ind i Thy, mellem Thisted Bredning og Løgstør Bredning i Limfjorden. Den blev i 1904 afskåret fra Limfjorden med dæmning ved Hovsør opført af Hedeselskabet i håb om at afvande fjorden; på dæmningen går vejen fra Øsløs til Sennels. Det lykkedes dog ikke, og senere forsøg i 1947 førte heller ikke til væsentlige resultater. Først i perioden fra 1954 til 1960 blev 60 hektar inddæmmet og afvandet i den nordlige del af fjorden. Det udgør nu engområdet Revlbuske, og nævnes som et muligt område for naturgenopretning.
I Den nordvestlige ende af Lønnerup Fjord løber Storå ud, og ovenfor den sydlige bred ligger den 46 meter høje bakke Hov Dås.
Lønnerup Fjord blev i 1980 oprettet som vildtreservat , og er nu en del af Natura 2000-område nummer 16: Løgstør Bredning, Vejlerne og Bulbjerg, og er udpeget til både Ramsarområde, EF-fuglebeskyttelsesområde og EF-habitatområde.
- Hovsør set fra p-pladsen på dæmningen

## Eksterne kilder og henvisninger
1. ↑  Bekendtgørelse om Lønnerup Fjord Vildtreservat  (Webside ikke længere tilgængelig)

- http://www.vandognatur.dk/Emner/Naturplaner/Naturomraader/16_Loegstoer_Bredning_Vejlerne_og_Bulbjerg.htm Arkiveret 31. maj 2011 hos  Wayback Machine

- Kjeld Hansen: Det tabte land : Bønderne sagde nej til at tørlægge hele Lønnerup Fjord (se Thisted Kommune, Lønnerup Fjord)
- Dansk Center for Byhistorie: Danmarks Købstæder - Hovsør

56°59′50″N 8°48′34″Ø / 56.99722°N 8.80944°Ø